# Dépôt ferroviaire d'Amiens
Le dépôt d'Amiens est un dépôt de locomotives français construit par la Compagnie des chemins de fer du Nord, situé à proximité de la gare d'Amiens et à quelques kilomètres de celle de Longueau.

## Histoire

### De 1874 à 1944
Il a été mis en service en 1874 à proximité du centre-ville d'Amiens fut un grand établissement vapeur, a été transformé en simple relais en 1962. Celui de Longueau édifié en 1883 pour seconder celui-ci, fait preuve, quant à lui, d'une plus grande superficie. Il est aujourd'hui l'un des hauts lieux de la traction thermique.

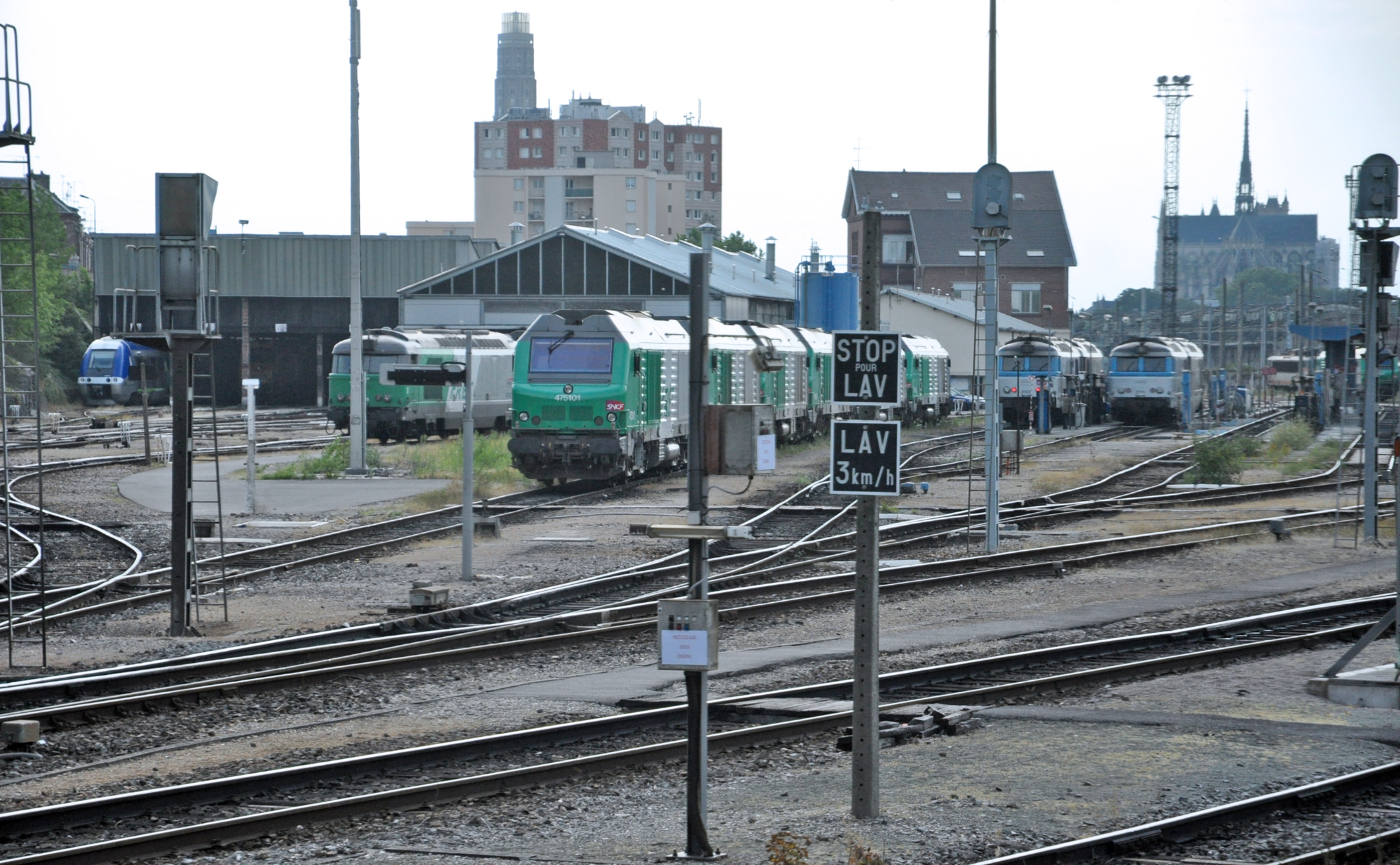
Le dépôt d'Amiens en arrivant de Longueau

Dès l'origine des chemins de fer dans la capitale picarde, la nécessité de créer un point de relais pour les locomotives s'est logiquement manifestée. C'est à Amiens, en bordure de voies de Paris (à l'emplacement actuel), en amont de la gare voyageurs, qu'a été créé le premier dépôt par la Compagnie du Nord. Il est agrandi, à la faveur de la création des lignes rayonnantes et [Quoi ?]assurent du trafic voyageurs et marchandises. 
En 1883, pour soulager son rôle, un second dépôt est construit à Longueau. Il est affecté prioritairement au gros trafic marchandises.
Après son extension maximale, au lendemain du conflit 1914/1918, le dépôt d'Amiens comporte quatre remises rectangulaires.
Il a notamment en compte, dans les années 1920
- 3 séries de 320 (les fameuses 3500 d'expression Nord)
- les 3-1690-1699 du type S 10-2 prussiennes
- les 3078-3354 d'origine Nord
- quelques Consolidation 4-1300 débarquées d'Amérique
- des 040 type G 7-2 prussiennes
À compter de 1931, il reçoit des Pacific première série 3-1151-1170, lesquelles quittent les lieux en 1936 lorsque des Superpacific relèvent le standing traction de l'établissement. Entre-temps ont pris asile quelque 4-2016-2095 pour manœuvres et des Pacific PO en renfort momentané. Des machines-tenders 3800 et des Atlantic déclassées du service rapide servent pour des omnibus locaux.
Dès la fin 1935, le dépôt devient propriétaire des 10 autorails ABJ 2, puis en 1939, de 12 appareils Standard.
Avec l'exode des populations, au printemps 1940, la cavalerie amienoise est éparpillée sur tout le Nord et même sur les réseaux voisins. Au printemps, la DRG s'approprie les 230 E (S 10-2). En 1944, compte tenu des violents bombardements dont le site de Longueau est régulièrement la cible, des 140 A, 150 A, 150 P et 050 TD sont repliées sur Amiens (le dépôt se trouvant à proximité du centre-ville et par conséquent moins exposé aux bombardements.

### 1945-2002
Au 1er janvier 1945, le dépôt compte 112 machines et 11 autorails.

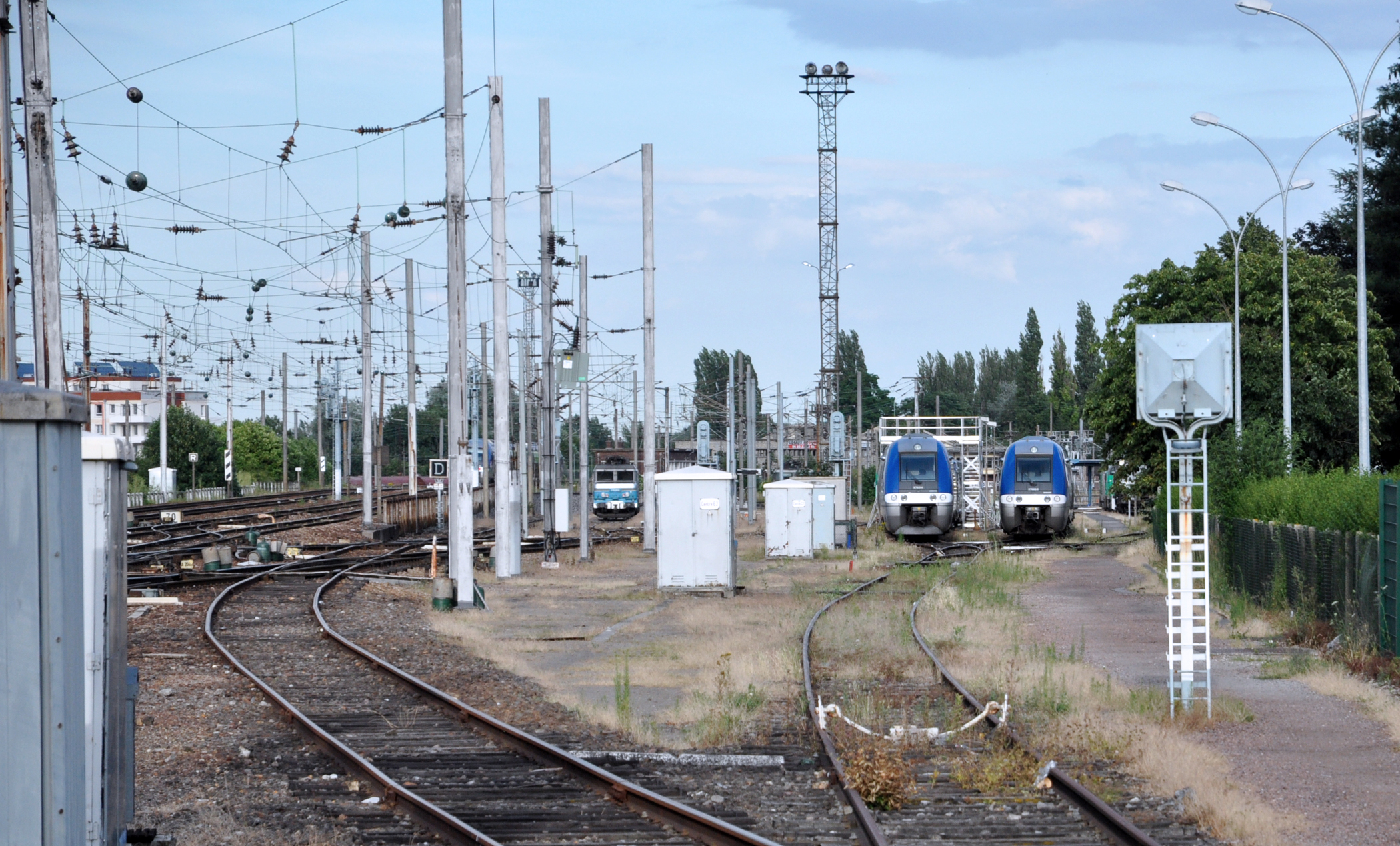
Vue depuis le quai 1 de la gare d'Amiens

Les 140 A s'occupent des messageries et marchandises vers Boulogne, Sotteville, Lens, Somain, Tergnier, Creil, Paris La Chapelle, mais sont bientôt concurrencées par les 141 R à chauffe charbon, reçues neuves fin 1946, début 1947.
En 1948, elles sont échangées avec des machines sous-série 1-700, venues de l'Ouest et de Béthune. Peu après, les dernières 140A quittent les lieux pour Tergnier, Lens, Aulnoye, Boulogne et Dunkerque. Il ne reste plus que les 231 C, 230 D, quelques 230 A, pour travaux, remplacées en 1956 par des 230 C en fin de course, et des engins de manœuvres 130 TB, 040 TA, TG.
Si le parc vapeur s'étiole, celui des autorails augmente avec la réception de tous les Standard. La série rayonne alors sur toute la région Nord avec pointes à Reims et Le Havre. Deux ABJ X 3400 viennent renforcer la cavalerie autorails en septembre 1959.
L'électrification Longueau - Amiens, en mai 1960, fait cesser la relation du dépôt d'Amiens avec les vapeurs 231 C et 230 D. Dès lors, celui-ci conserve une activité thermique avec les autorails, complétés par des X 2400 en mai 1961 et des machines diesels 040 DE, 040 DG.
Mais le 1er juillet 1962, l'ensemble des engins diesels est muté à Longueau. 
Devenu dépôt-relais, Amiens voit ses installations simplifiées, avec démolition des remises 1,2,3, suppression du parc à combustible, du toboggan, de la plaque tournante côté Calais et l'aménagement de grils de stationnement électrique et thermique.
Jusqu'en 1969, les 231 E, G, K de Calais et les 141 R de Boulogne feront escale au dépôt entre deux remorques de trains sur le littoral. 
Dès lors, les BB 12000, BB 16000, BB 16100, BB 16500, BB 17000, puis BB 22200, BB 15000 y stationneront en compagnie de autorails et diesels.
Une remise atelier à quatre voies sur fosses, pour assurer en service 2x8, les opérations de maintenance de niveau 1 et 2 sur le matériel thermique de Longueau en coupure, a été construite en 2002.

### En 2013
De sa proximité avec la Gare d'Amiens, le dépôt annexe sert de relai entre les machines électriques BB 22200 et BB 15000 et les machines thermiques BB 67400 de la relation Paris-Boulogne Ville.
En outre, on peut aussi observer la présence des BB 27000, BB 37000, BB 25500 et les BB 75000
Les autorails et automotrices de type X 72500, X 73500, X 76500, B 82500, Z 24500, Z 26500 et Z 27500 (des régions TER Nord-Pas de Calais, Picardie et Haute-Normandie) sont mis en attente dans le relai ou sur les grils en attendant de nouvelles missions.
Mais aussi les Voitures Corail, les RRR, VR2N et les V2N.

### En 2019
Gardant ses compétences historiques sur la gestion des locomotives électriques et thermiques, un nouveau bâtiment financé par la région Haut-de-France, l’État et la SNCF a vu le jour en juin 2019, il permet la désaturation du Technicentre du Landy, en Seine-Saint-Denis (93). Cet atelier permet l'entretien des rames Régiolis (B84500-700), Régio2N (Z 55500) et TER2N (Z 23500, Z 24500 et Z 26500).
Les rames AGC (X 76500 et B 82500) sont quant à elles entretenues dans les dépôts historiques d'Amiens et Longueau. Les rames X 72500, X 73500 et RRR ont été retirées du service commercial sur le réseau TER Hauts-de-France.